# 多罗西娅·帕克
多罗西娅·帕克（英語：Dorothea Parker，1928年8月10日—1993年12月24日），新西兰女子田径运动员。她曾代表新西兰参加1950年大英帝国运动会田径比赛，获得女子4×440码接力银牌。